# Birula
Birula – polski herb szlachecki znany z jedynego wizerunku pieczętnego. Według Tadeusza Gajla odmiana herbu Kościesza.

## Opis herbu
Opis z wykorzystaniem zasad blazonowania, zaproponowanych przez Alfreda Znamierowskiego:
W polu czerwonym rogacina uszczerbiona z prawej, podwójnie przekrzyżowana i rozdarta u dołu, srebrna. 
Jedyna wzmianka historyczna na temat tego herbu nie zawiera barw. Zrekonstruował je Tadeusz Gajl, poprzez analogię z Kościeszą.

## Najwcześniejsze wzmianki
Pieczęć Leona Biruli, leśniczego witebskiego, z 1748.

## Herbowni
Herb ten, jako herb własny, przysługiwał jednej tylko rodzinie herbownych:
Birula.